# 加拿大參議院
加拿大參議院（英語：Senate of Canada），又译加拿大上议院，是加拿大議會的一部分，並與下議院及君主組成整個立法機構。加拿大國會上議院是位于首都渥太華的國會山莊。上議院的議員是由總理推薦後而由總督委任的。現在加拿大上議院有105位議員。加拿大政府於1965年立法，將上議院議員的強制性退休年齡定為75歲。
形式上，上議院的次序比下議院先，但上議院的權力比下議院弱。雖然加拿大所有法案都需要上下兩院通過才能生效，上議院通常不會駁回下議院通過的法案（上議院最近一次駁回下議院通過的法律是在2010年，以43-32否決下議院通過的C-311號法案），而且上議院不可以提出有關國家財政的法案。
總理理論上可以委任上議院議員做內閣成員，但是下議院議員通常會被委任重要的内閣職位。但内閣通常會包括「上議院執政黨首席議員」來協調上下兩院的議程。由1896年起，所有總理都是來自下議院。加拿大歷史上只有兩位總理是來自上議院，而且兩位都是代總理。

## 歷史
加拿大上議院是根據英國政府通過的《1867年英屬北美法令》，在1867年7月1日成立。加拿大國會是仿效英國西敏系統，而英國的上議院是代表貴族的利益。最初设置上議院的目的是為維護精英主義統治。但是現在在很多加拿大人的眼中，被委任為上議院議員是一种政治回報。而且從1867年起，全國各區得到上議院議席沒有變。所以現在上議院議席與加拿大人口分配比率不均衡。
1992年，加拿大為修改憲法舉行了公投，提議修改的其中一部份是有關上議員的產生方法，令總理需要委任各省政府提出的人士成為上議員，並且令各省份均有相同數目的上議員，這個修改沒有被通過。
亞伯達省由1989年起，於省選時都會同時舉行上議院選舉，選民有權選出代表亞省的上議員。亞省政府其後會要求總理於亞省的議席出現空缺時提名當選的人士。雖然如此，總理法律上沒有必要委任當選人士。首位由選舉產生的上議員於1990年獲委任，其後總理哈珀於2007年及2011年提名了以選舉產生的亞省上議員。
加拿大總理賈斯汀·杜魯多為改革上議院功能，于2016年3月任命了35名上議員，該35名上議員為無黨派，組成無黨派黨團，但不設黨團領袖及黨鞭。

## 成員
根據加拿大憲法，每個地區可以得到一定數目的上議院議席。憲法把加拿大分成為四個地區（安大略省、魁北克省、大西洋省份和西部省份），每個地區同樣得到24個議席。另外，《1867年英屬北美法令》規定所有上議院需要是年滿30歲或以上的加拿大公民。還有，上議院議員亦需要有至少價值加拿大幣4,000元的不動產，和至少4,000元的動產。這個規例的原意，是因為上議院原先是代表上流社會的。在2005年，一個上議院議員的年薪是119,110元。以下是根據加拿大憲法說明各省和地區可得的上議院議席：

### 加拿大東部
| 省份     | 議席 |
| -------- | ---- |
| 安大略省 | 24   |
| 魁北克省 | 24   |

### 大西洋省份
| 省份                | 議席 |
| ------------------- | ---- |
| 新斯科舍省          | 10   |
| 新不倫瑞克省        | 10   |
| *紐芬蘭與拉布拉多省 | 6    |
| 愛德華王子島        | 4    |

* 因為紐芬蘭與拉布拉多省在1949年才加入加拿大聯邦，憲法沒有把它放入任何一個地區内。

### 西部省份
| 省份             | 議席 |
| ---------------- | ---- |
| 不列顛哥倫比亞省 | 6    |
| 亞伯達省         | 6    |
| 緬尼托巴省       | 6    |
| 沙士吉萬省       | 6    |

### 其他地區
| 地區         | 議席 |
| ------------ | ---- |
| 西北地区     | 1    |
| 育空地區     | 1    |
| 努那福特地區 | 1    |

### 議席分配
| 政黨 | 政黨             | 議席 |
|      | 獨立上議員黨團   | 39   |
|      | 保守黨           | 14   |
|      | 加拿大上議員黨團 | 17   |
|      | 進步上議院黨團   | 14   |
|      | 獨立             | 13   |
|      | 空缺             | 8    |
| 總數 | 總數             | 105  |

## 上議院改革的政治議題
現在加拿大人不认为改革上議院這個議題是值得花大量精力进行讨论的政治議題。在下議院，在野的加拿大新民主黨和魁人政團堅持廢除上議院，把加拿大立法機構實行一院制。保守黨支持一個“选举出來的上議院”。每個省份有相同代表的(equal)，和有效的(effective)上議院，類似于美國參議院。自由黨沒有具體上支持任何改革，但是願意跟省份討論這個議題。

### 2016年上議院改革
2015年大選期間，自由黨黨領賈斯汀·杜魯多曾經保證會改革上議員的產生辦法。自由黨贏得大選後的2016年，自由黨政府推出了一套新的上議員產生辦法：每當有上議員退休或離任的時候，居住在離/退任上議員所代表的省份的任何加拿大公民都可以自行申請繼任上議員；獨立顧問委員會審核申請人背景後，從中選出委員會眼中的最佳人選，再報請總理推舉，總督任命。
申請人必須符合以下條件：
- 加拿大公民，年滿30歲但未滿75歲；

- 法律並不禁止有雙重國籍者申請，但根據慣例，任職期間獲得他國國籍者必須馬上辭職；

- 申請人必須在席位所代表的省份居住滿兩年，並且在該省份擁有淨值4000加元的不動產；

- 魁北克申請人必須在席位所代表的選區擁有淨值4000加元的不動產；

- 申請人必須對加拿大憲法和立法程序有深刻瞭解；
- 申請人必須品德及公共形象良好。

獨立顧問委員會會根據以下條件挑選最佳人選：
- 申請人曾經長年出任聯邦/省議員或其他公共職位；
- 申請人有多年服務社群的經驗；
- 申請人被公認為所屬專業領域的領袖人物。

此外，能流利使用英法雙語的申請人將會被重點考慮。獨立顧問委員會還需要保證女性、原住民和少數群體有足夠代表。

## 外部連結
- 加拿大國會官方網頁(英語或法語)（页面存档备份，存于）